# Rokstarr
Rokstarr es el segundo álbum musical del cantante británico Taio Cruz. Esté tiene los sencillos más exitosos del desarrollo de su carrera artística, los cuales serían Break Your Heart y Dynamite.

## Lista de canciones

### Edición estándar
| N.º | Título                                 | Duración |  |
| 1.  | «Break Your Heart»                     | 3:23     |  |
| 2.  | «Dirty Picture (.Feat. Ke$ha)»         | 4:40     |  |
| 3.  | «No Other One»                         | 3:36     |  |
| 4.  | «Forever Love»                         | 4:12     |  |
| 5.  | «Take Me Back (.Feat. Tinchy Stryder)» | 3:34     |  |
| 6.  | «Best Girl»                            | 4:09     |  |
| 7.  | «I'll Never Love Again»                | 3:49     |  |
| 8.  | «Only You»                             | 3:42     |  |
| 9.  | «Falling In Love»                      | 3:31     |  |
| 10. | «Keep Going»                           | 3:28     |  |
| 11. | «Feel Again»                           | 3:40     |  |
| 12. | «The 11th Hour»                        | 3:36     |  |

### Edición de lujo
| N.º | Título                                                   | Duración |  |
| 13. | «Higher (.Feat. Kylie Minogue)»                          | 3:07     |  |
| 14. | «Dirty Picture (Spanish Version) (.Feat. Paulina Rubio)» | 3:36     |  |
| 15. | «Higher (.Feat. Travie McCoy)»                           | 3:38     |  |
| 16. | «Dirty Picture (.Feat. Fabolous)»                        | 3:40     |  |
| 17. | «Break Your Heart (.Feat. Ludacris)»                     | 3:06     |  |
| 18. | «Dynamite (.Feat. Jennifer Lopez)»                       | 3:24     |  |
| 19. | «Higher (.Feat. Kimberly Wyatt)»                         | 3:43     |  |
| 20. | «Dynamite (.Feat. Go Periscope)»                         | 3:30     |  |